# Федерація перуанського футболу
Федерація перуанського футболу (ісп. Federación Peruana de Futbol або FPF) — головний орган управління футболом в Перу. Заснована у 1922 році та стали членом ФІФА у 1924. Перуанська федерація є членом КОНМЕБОЛ та відповідає за збірну Перу з футболу. Штаб-квартира знаходиться у Лімі.